# Getúlio
Getúlio es una película brasileña de 2014 dirigida por João Jardim y basada en los momentos finales de la crisis que llevó a la muerte del presidente Getúlio, durante los 19 días previos al 24 de agosto de 1954

## Resumen
La película trata sobre la intimidad de los últimos 19 días de vida de Getúlio Vargas, durante los cuales se aisló en el Palacio de Catete, cuando sus adversarios lo acusaron de ser el autor intelectual del atentado de la calle Tonelero contra el periodista Carlos Lacerda.

## Elenco
- Tony Ramos:[2] Getúlio Vargas
- Drica Moraes: Alzira Vargas
- Alexandre Borges: Carlos Lacerda
- Leonardo Medeiros: general Caiado
- Fernando Luís: Benjamim Vargas
- Daniel Dantas: miembro de la oposiciòn
- Murilo Elbas: mayordomo João Zaratimi
- Sílvio Matos: General Carneiro de Menezes
- José Raposo: Nero Moura
- Adriano Garib: general Genóbio da Costa
- Thiago Justino: Gregório Fortunato
- Luciano Chirolli: general Tavares
- Marcelo Médici as Lutero Vargas
- Clarisse Abujamra: Darcy Vargas

## Premios
| Año  | Premio                         | Categoría                                 | Resultado |
| ---- | ------------------------------ | ----------------------------------------- | --------- |
| 2015 | Gran Premio del Cine Brasileño | Mejor direcciòn artística a Tiago Marques | Ganador   |
| 2015 | Gran Premio del Cine Brasileño | Mejor actor a Tony Ramos                  | Ganador   |
| 2015 | Gran Premio del Cine Brasileño | Mejor maquillaje a Martín Macias Trujillo | Ganador   |